# TGRT Haber
TGRT Haber ist ein türkischer Nachrichtensender mit Sitz in Istanbul. Er gehört zur İhlas-Mediengruppe, die ihrerseits Teil der İhlas Holding ist. Der Sender wurde im Jahr 2004 als Nachrichtenableger des Senders TGRT (Türkiye Gazetesi Radyo Televizyonu, Deutsch: Radio und Fernsehen der Zeitung Türkiye) gegründet. Der Sender gilt als der regierenden Partei für Gerechtigkeit und Aufschwung (AKP) und Staatspräsident Recep Tayyip Erdoğan nahestehend.
Es gibt viele Überschneidungen zur İhlas Haber Nachrichtenagentur sowie zur Tageszeitung Türkiye, die im Namen des Senders enthalten ist. Das bekannteste Gesicht des Senders ist der Journalist Fuat Kozluklu, der die Hauptnachrichtensendung präsentiert und eine politische Talkshow moderiert.